# جين XIAP

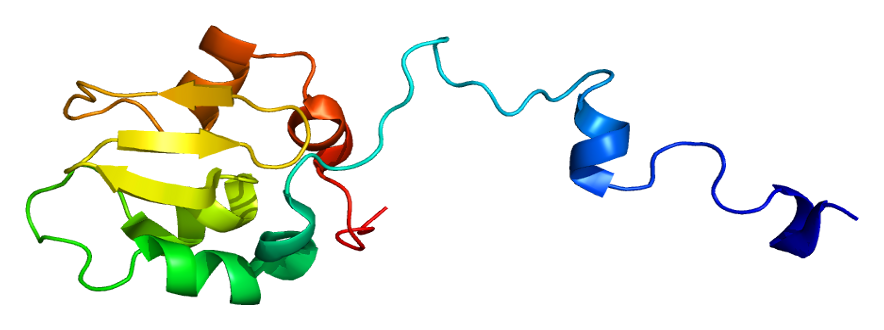

جين XIAP والموت الخلوي. اتحدث في هذا المنشور عن جين يعرف ب XIAP مختصر. X linked inhibitor استماتة ptotein ، والذي البروتين المثبط لموت الخلايا المبرمج المرتبط بكروموسوم X.
هذا الجين يقع على كروموسوم X البشري الذراع الطويلة مقطع 24 ومقطع 25 والذي يكتب Xq24q25.

هذا الجين يعمل على منع إنتاج انزيم caspases الذي يحفز على موت الخلايا المبرمج، لكن الطفرة بهذا الجين. تتسبب في زيادة إنتاج هذا الانزيم الذي يؤدي إلى موت الخلايا ذاتيا، وعملية الموت المبرمج للخلايا تحدث بشكل طبيعي للخلايا الهرمة حتى يسهل استبدالها بأخرى احدث وهي عملية ضرورية، لكن حدوث هذه العملية بطريقة مختلة نتيجة الطفرة بجين XIAP يتسبب بالعديد من الامراض ابرزها neurodegenerative disorder وهو مرض عصبي خطير يتسبب بموت العصبونات neurons الخلايا العصبية التي تؤلف الدماغ، ويتسبب بحالة Auto immunity وهي حالة مهاجمة خلايا المناعة لانسجة الجسم والتسبب بأتلافها، إضافة إلى ان الطفرة بهذا الجين إحدى مسببات الإصابة بسرطان الرئة.
يرث الذكور هذا الجين من امهاتهم فقط عكس الإناث اللواتي يرثن نسخة من امهاتهن ونسخة من والدهن، حيث ان الذكر يرث من اباه كروموسوم y الذي لا يحتوي على هذا الجين ويرث من امه كروموسوم x الذي يحتوي هذا الجين، مما يجعل أي طفرة في الجين الذي يرثه الذكر تسبب له المرض اما الإناث فانهن يرثن نسخة من كروموسوم اكس من امها ونسخة أخرى من ابيها وبالتالي لو ورثت الانثى نسخة مختلة أو طافرة mutatant ونسخة سليمة فأنها لن تصاب بالامراض التي تسببها الطفرة بهذا الجين.